# 大阪府道135号豊中摂津線
大阪府道135号豊中摂津線（おおさかふどう135ごう とよなかせっつせん）は、大阪府吹田市を通る一般府道である。

## 概要
吹田市桃山台5丁目から吹田市岸部中5丁目に至る。吹田市が愛称を公募した際にイチョウ並木が美しい事から「千里ぎんなん通り」と名づけられた。千里ニュータウン内を東西に貫く主要幹線道路の一つで、かつて「千里1号線」と呼ばれていた事もある。
起点は吹田市と豊中市との境界に接しており、終点も吹田市と摂津市との境界に至近である。全線が吹田市内で完結するにもかかわらず、路線名に隣接市の名前が付いているのはこの事情によると考えられるが、起終点ともに境界錯雑地だった可能性もある。事実、起点の桃山台駅西側は、かつて、吹田市と豊中市との境界錯雑地であったし、終点の少し手前では、摂津市との境界に接する地点がある。→外部リンクの中の一般府道135号の記事。

### 路線データ
- 起点：大阪府吹田市桃山台5丁目（桃山台駅西 / 桃山台駅東交差点、国道423号上）
- 終点：大阪府吹田市岸部中5丁目（岸部中5丁目交差点、大阪府道・京都府道14号大阪高槻京都線交点）

## 歴史
- 2016年（平成28年）7月22日 - 大阪府告示第1,176号により、桃山台駅西 / 桃山台駅東交差点 - 南千里駅前交差点の県道指定が解除される[1]。

## 路線状況

### 重複区間
- 国道423号（吹田市桃山台2丁目・桃山台駅西 / 桃山台駅東交差点（起点） - 吹田市春日4丁目・春日3丁目西 / 春日3丁目東交差点、759 m[1]）
- 大阪府道121号吹田箕面線（吹田市千里山西6丁目・千里山西6丁目南交差点 - 吹田市佐竹台1丁目・南千里駅前交差点、808 m[1]）

### 道路施設

#### 橋梁
- 七尾橋（吹田市）

## 地理

### 通過する自治体
- 大阪府
  - 吹田市

### 交差する道路
| 交差する道路                         | 交差する場所  | 交差する場所             |
| ------------------------------------ | ------------- | ------------------------ |
| 国道423号 / 新御堂筋 重複区間起点    | 桃山台2丁目   | 桃山台駅西交差点 / 起点  |
| 国道423号 / 新御堂筋 重複区間起点    | 桃山台2丁目   | 桃山台駅東交差点 / 起点  |
| 国道423号 / 新御堂筋 重複区間終点    | 春日4丁目     | 春日3丁目西交差点        |
| 国道423号 / 新御堂筋 重複区間終点    | 春日4丁目     | 春日3丁目東交差点        |
| 大阪府道121号吹田箕面線 重複区間起点 | 千里山西6丁目 | 千里山西6丁目南交差点    |
| 大阪府道121号吹田箕面線 重複区間終点 | 佐竹台1丁目   | 南千里駅前交差点         |
| 大阪府道129号南千里茨木停車場線      | 佐竹台2丁目   | 佐竹台2丁目交差点        |
| 大阪府道・京都府道14号大阪高槻京都線 | 岸部中5丁目   | 岸部中5丁目交差点 / 終点 |

### 交差する鉄道
- 北大阪急行電鉄南北線
- 阪急千里線

### 沿線
- 北大阪急行電鉄南北線 桃山台駅
- 阪急千里線 南千里駅
- 吹田市立千里たけみ小学校
- 吹田市立竹見台中学校
- 吹田市立高野台中学校
- 桃山公園
- 千里南公園
- ジャパン吹田店
- あびにょん保育園